# Pyromania
Pyromania (англ. піроманія) — третій студійний альбом британського рок-гурту Def Leppard. Перший альбом в складі гурту для гітариста Філа Коллена. Альбом досяг другого місця в американському чарті Billboard 200 та 18 в британському UK Albums Chart

## Список композицій
| Перша сторона | Перша сторона                 | Перша сторона                                                | Перша сторона |
| #             | Назва                         | Автор                                                        | Тривалість    |
| ------------- | ----------------------------- | ------------------------------------------------------------ | ------------- |
| 1.            | «Rock! Rock! (Till You Drop)» | Стів Кларк, Рік Севідж, Роберт Джон «Матт» Ланг, Джо Елліотт | 3:52          |
| 2.            | «Photograph»                  | Кларк, Вілліс, Севідж, Ланг, Елліотт                         | 4:12          |
| 3.            | «Stagefright»                 | Севідж, Елліотт, Ланг                                        | 3:46          |
| 4.            | «Too Late for Love»           | Кларк, Ланг, Вілліс, Севідж, Елліотт                         | 4:30          |
| 5.            | «Die Hard the Hunter»         | Кларк, Севідж, Елліотт, Ланг                                 | 6:17          |

| Друга сторона | Друга сторона       | Друга сторона                        | Друга сторона |
| #             | Назва               | Автор                                | Тривалість    |
| ------------- | ------------------- | ------------------------------------ | ------------- |
| 1.            | «Foolin'»           | Кларк, Ланг, Елліотт                 | 4:32          |
| 2.            | «Rock of Ages»      | Кларк, Ланг, Елліотт                 | 4:09          |
| 3.            | «Comin' Under Fire» | Ланг, Кларк, Вілліс, Елліотт         | 4:20          |
| 4.            | «Action! Not Words» | Ланг, Кларк, Елліотт                 | 3:49          |
| 5.            | «Billy's Got a Gun» | Кларк, Севідж, Вілліс, Елліотт, Ланг | 5:56          |

## Учасники запису
- Джо Елліотт — вокал
- Стів Кларк — гітара
- Філ Коллен — гітара
- Рік Севідж — бас-гітара
- Рік Аллен — ударні
- Піт Вілліс — ритм-гітара